# Leopoldo de Bulhões
Leopoldo de Bulhões is een gemeente in de Braziliaanse deelstaat Goiás. De gemeente telt 9.518 inwoners (schatting 2009).

## Verkeer en vervoer
De plaats ligt aan de wegen BR-457, GO-010 en GO-330.